# 白賽仲公寓
白賽仲公寓是上海市的一座歷史建築，位於徐汇区复兴西路26号。白賽仲公寓完工於1929年，得名於法租界公董局總工程師Boissezon。該建築被列入上海市第五批優秀歷史建築名單。